# El Brull
|  | Aquest article tracta sobre el municipi. Vegeu-ne altres significats a «brull». |

El Brull és un municipi de la comarca d'Osona, situat entre la plana de Vic i el massís del Montseny. Està situat al sud de la regió de l'Alt Ter. Tradicionalment era format pels nuclis del Brull, Sant Jaume de Viladrover i Sant Cristòfol de la Castanya, però avui cal afegir-n'hi un de nou, l'Estanyol, una urbanització que s'ha format entre el Brull i Sant Jaume de Viladrover per efecte del camp de golf que hi ha. El Brull és el nucli principal i la capital administrativa.
El municipi s'estén entre la plana osonenca i la serra del Montseny, bona part del territori és dins del Parc Natural del Montseny. L'economia del municipi varia segons el nucli: a Sant Jaume de Viladrover predomina l'agricultura i la ramaderia, el Brull es dedica sobretot a les activitats turístiques, a la Castanya les activitats principals són la ramaderia i l'aprofitament forestal. La geografia del Brull és diversa: a Sant Jaume de Viladrover hi predominen els camps de conreu i boscos mixtos. A la resta del municipi els boscos d'alzines, roures, castanyers i pins ocupen la major part de l'espai. A dalt de tot es troben fagedes, matollars i landes. En el municipi hi ha nombroses fonts com la Font Pomereta i també hi ha molts torrents i rieres com la riera de Picamena i el torrent de Valldoriola, el qual dona inici al riu Gurri. Dins el Brull hi són presents moltes muntanyes com el Matagalls, el Sui, el Puig Drau, el Puigcastellar, el turó del serrat de l'Ori...

## Declaració d'independència
El dia 15 d'octubre del 2012 l'Ajuntament del Brull es declara Territori Català Lliure.

## Geografia
- Llista de topònims del Brull (Orografia: muntanyes, serres, collades, indrets..; hidrografia: rius, fonts...; edificis: cases, masies, esglésies, etc).

| Entitat de població      | Habitants (2023) |
| el Brull                 | 184              |
| Sant Jaume de Viladrover | 83               |
| la Castanya              | 10               |
| Font: Idescat            |                  |

| 1497 f | 1515 f | 1553 f | 1717 | 1787 | 1857 | 1877 | 1887 | 1900 | 1910 |
| ------ | ------ | ------ | ---- | ---- | ---- | ---- | ---- | ---- | ---- |
| 53     | 25     | -      | 210  | 289  | 487  | 398  | 367  | 334  | 397  |

| 1920 | 1930 | 1940 | 1950 | 1960 | 1970 | 1981 | 1990 | 1992 | 1994 |
| ---- | ---- | ---- | ---- | ---- | ---- | ---- | ---- | ---- | ---- |
| 427  | 391  | 429  | 399  | 313  | 256  | 186  | 177  | 182  | 182  |

| 1996 | 1998 | 2000 | 2002 | 2004 | 2006 | 2008 | 2010 | 2012 | 2014 |
| ---- | ---- | ---- | ---- | ---- | ---- | ---- | ---- | ---- | ---- |
| 196  | 191  | 197  | 193  | 201  | 219  | 246  | 255  | 261  | 263  |

| 2016 | 2018 | 2020 | 2022 | 2024 | 2026 | 2028 | 2030 | 2032 | 2034 |
| ---- | ---- | ---- | ---- | ---- | ---- | ---- | ---- | ---- | ---- |
| 263  | 257  | 258  | 278  | 293  | -    | -    | -    | -    | -    |

## Elements destacats
- alzina de l'Estanyol
- església romànica de Sant Martí del Brull
- església romànica de Sant Jaume de Viladrover
- església romànica de Sant Cristòfol de la Castanya
- muralla ibèrica (segle iv aC) dins del Parc Natural del Montseny
- ruïnes del castell del Brull
- turó de Morera
- turó del Pla de la Barraca

## Enllaços externs

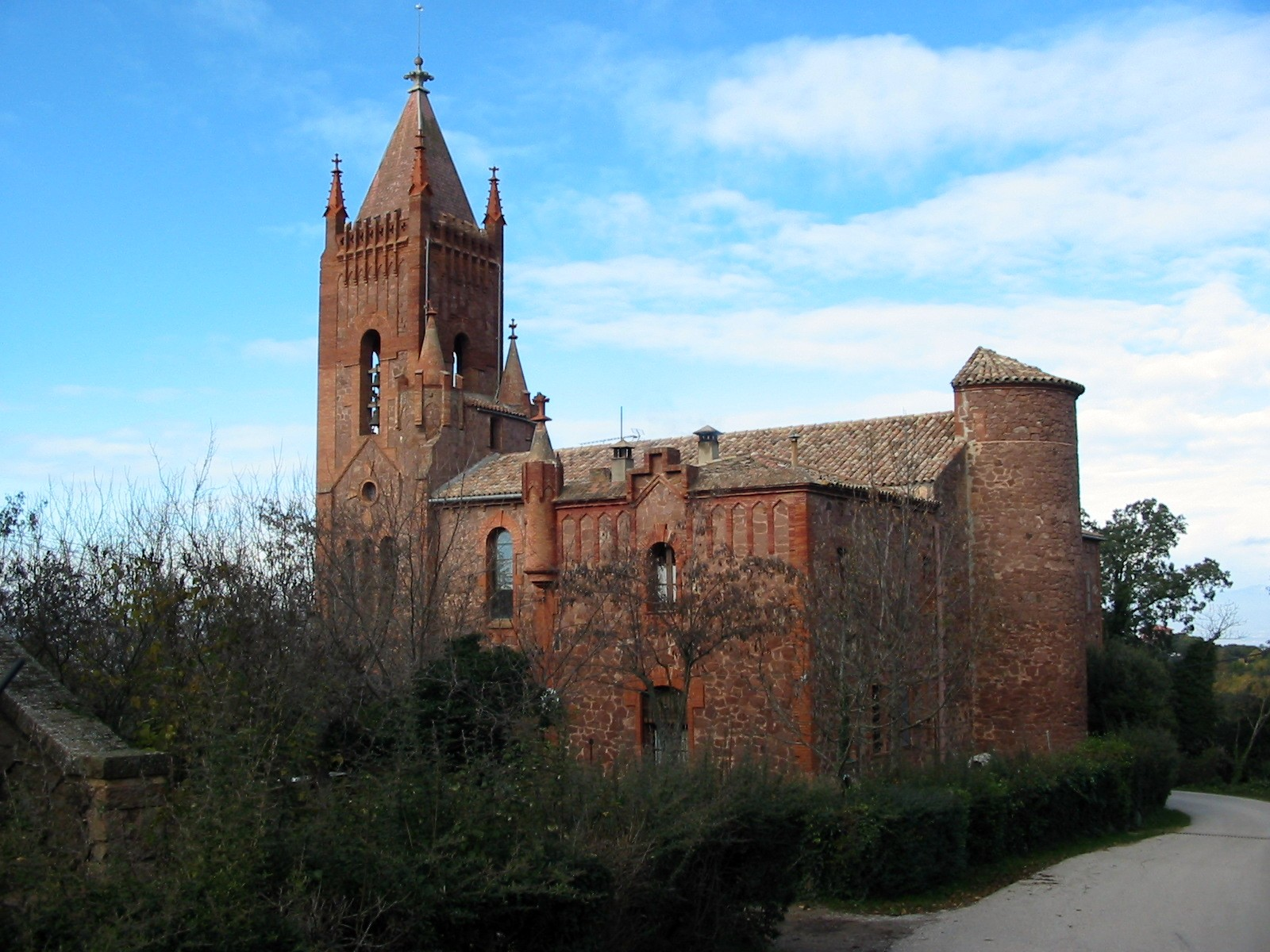
Can Casademunt